# Адамушко, Владимир Иванович
Владимир Иванович Адамушко (1 января 1952, д. Подгайно, Кореличский район, Гродненская область, Белорусская ССР — 10 сентября 2020) — белорусский историк. Кандидат исторических наук (1988).

## Биография
Родился 1 января 1952 года в семье сельского учителя. В 1973 г. окончил филологический факультет Белорусского государственного университета. С 1973 по 1975 гг. проходил военную службу в Ракетных войсках стратегического назначения Вооруженных сил СССР. В 1975—1988 гг. работал референтом Бюро международного туризма «Спутник», ответственным секретарем Комитета молодежных организаций БССР. В 1988 г. защитил кандидатскую диссертацию на тему «Вклад молодежи Белорусской ССР в борьбу за мир и дружбу между народами (1976—1985 гг.)» (научный руководитель — Давид Борисович Мельцер).
С 1988 до 1990 гг. работал старшим преподавателем кафедры мировой политики Минской высшей партийной школы. В 1991—1995 гг. — начальник отдела, с 1995 по 2001 гг. — заместитель Председателя Государственного комитета по архивам и делопроизводству Республики Беларусь. В июле 2002—2006 гг. — председатель Комитета по архивам и делопроизводству Министерства юстиции Республики Беларусь. С 2002 года — заместитель председателя Геральдического совета при Президенте Республики Беларусь. С октября 2006 до декабря 2016 — директор Департамента по архивам и делопроизводству Министерства юстиции Республики Беларусь.
Являлся представителем Правительства Республики Беларусь в попечительском совете Фонда ФРГ «Память, ответственность и будущее».

## Научные интересы
Исследовал проблемы политических репрессий 1920—1950-х годов в Беларуси и реабилитации их жертв, вывоза гражданского населения на принудительные работы в Германию и репатриации после войны. Соавтор книг «Сыны і пасынкі Беларусі» (1996), «Памілуйце…» (1992, с Н.Ивановой), «Беларускія остарбайтэры» (кн.1-3, 1996—1998).

## Награды
Награждён орденом Дружбы народов, орденом Франциска Скорины, 3-я Почетными грамотами Совета Министров РБ, нагрудным знаком Министерства юстиции Республики Беларусь «За отличие» II степени, нагрудным знаком Министерства юстиции Республики Беларусь «За отличие» I степени, нагрудным знаком Департамента по архивам и делопроизводству Министерства юстиции Республики Беларусь «Почетный архивист Беларуси», нагрудным знаком Национальной академии наук Беларуси «Юбилейная медаль» (В честь 80-летия национальной академии наук Беларуси). Лауреат Государственной премии Республики Беларусь 2002 г. в области науки и техники (2003).